# Angolema
Angolema (em francês: Angoulême) é uma comuna francesa situada no departamento de Carântono, na região da Nova Aquitânia. A cidade tinha 42 669 habitantes em 2007, e é atravessada pelo rio Carântono.

## Residentes famosos
Adrien Silva Futebolista Português

## Festival Internacional de Quadrinhos
A cidade é sede do maior festival de quadrinhos da Europa, realizado todos os anos no mês de janeiro, desde 1974.